# عروسی‌ها و ماه‌های عسل افسانه‌ای دیزنی
عروسی‌ها و ماه‌های عسل افسانه‌های دیزنی (به انگلیسی: Disney's Fairy Tale Weddings & Honeymoons) برنامه‌ای است که خدمات عروسی و ماه عسل را به زوج‌ها در استراحتگاه دیزنی‌لند در کالیفرنیا، والت دیزنی ورلد در فلوریدا، استراحتگاه دیزنی لند هنگ کنگ در هنگ کنگ و در دیزنی کروز لاین ارائه می‌دهد. این شرکت در بخش پارک‌ها، تجربیات و محصولات دیزنی فعالیت می‌کند.
از سپتامبر ۱۹۹۱ تا آوریل ۲۰۱۷، پارک‌های دیزنی میزبان بیش از ۳۰۰۰۰ عروسی بوده که ۱۳۰۰ مورد در سال ۲۰۱۳ بوده‌است. در سال ۲۰۱۶، بیش از ۴۰۰۰ مراسم، ۱۱ بار در روز، برگزار شد. این بخش در استودیو فرانک مستقر است که نام آن برگرفته از شخصیت پدر عروس با بازی مارتین شورت است. برنامه‌ریزان را مادرخوانده پری می‌نامند.

## تاریخچه
پارک‌های دیزنی در سپتامبر ۱۹۹۱ میزبانی مراسم عروسی را آغاز کردند. بخش عروسی و ماه عسل دیزنی در سال ۱۹۹۲ با ۲۰۰ عروسی تا ۲۸ اکتبر 1992 آغاز شد. غرفه عروسی در سال ۱۹۹۵ افتتاح شد.
دیزنی در سال ۲۰۰۷ شروع به ارائهٔ مراسم تعهد برای زوج‌های همجنس کرد. پیش از این، این شرکت تنها در صورتی به زوج‌های همجنس‌گرا اجازه می‌داد که بسته‌های عروسی خود را خریداری کنند که دارای مجوز ازدواج معتبر در کالیفرنیا یا فلوریدا باشند. قبل از تغییر سیاست، زوج‌های همجنس‌گرا می‌توانستند برای برگزاری مراسم خود در اتاق‌های ملاقات اجاره‌ای استراحتگاه برنامه‌ریزی کنند.
یک خط از لباس عروسی توسط کریستی کلی طراحی شد و در ژانویه ۲۰۰۸ در دسترس قرار گرفت. ایستگاه قطار پادشاهی جادویی در سال ۲۰۱۴ به عنوان یک مکان عروسی، اما فقط در ساعت ۷:۳۰ صبح قبل از افتتاحیه، اضافه شد. در ۲۹ آوریل ۲۰۱۶، مراسم عروسی در ساعات پارک با اعلام مراسم ساعت ۹:۳۰ صبح در باغ پلازای شرقی در نزدیکی قلعه سیندرلا برگزار می‌شد. سه مکان دیگر به عنوان گزینه‌های مکان عروسی در ژوئیه ۲۰۱۸ اضافه شدند.
یک ویژه‌نامهٔ ۹۰ دقیقه‌ای «عروسی افسانه‌ای دیزنی» در ۲۹ مارس ۲۰۱۷ برای فریفورم اعلام شد. یک سریال و یک ویژه دیگر برای نمایش برای فریفروم سفارش داده شد. در ۱۰ اکتبر ۲۰۱۹، اعلام شد که فصل ۲ این سریال در سال ۲۰۲۰ منتشر خواهد شد و از فریفروم به دیزنی پلاس منتقل خواهد شد.

## خط لباس
مجموعه ای از لباس‌های عروسی افسانه‌ای دیزنی طراحی‌شده توسط کرستی کلی در سال ۲۰۰۷ در دسترس قرار گرفت. خط اصلی رشد کرد و شامل جواهرات همسان، لباس‌های دخترانه گل «شکوفه» و لباس‌های ساقدوش عروس «دوشیزه» شد.
دیزنی در سال ۲۰۱۰ به آلفرد آنجلو مجوز تولید لباس عروسی افسانه‌های دیزنی را صادر کرد. با خط ۲۰۱۵، السا اضافه شد. در اوایل سپتامبر ۲۰۱۷، شرکت کوراودیا خط تولید ۱۴ لباس عروس اجاره‌ای دیزنی تحت مجوز خود را بر اساس شش پرنسس دیزنی معرفی کرد.
پس از بسته شدن آلفرد آنجلو به دلیل ورشکستگی در اواخر سال ۲۰۱۸، آلور برایدالز فروش مجموعه لباس‌های عروسی خود را آغاز کرد که شامل ۱۶ سبک در مدل‌های مختلف از لباس‌های مجلسی رمانتیک گرفته تا قطارهای پری دریایی و خطوط و حاشیه‌های زیبا و درخشان است و شامل میکادوی نرم، تور اثیری و نوعی پارچه ابریشمی روان، متعادل شده با ساختار دراماتیک ارگانزای ژولیده و توری‌های منحصر به فرد و ابعادی که از سبک و روح شخصیت‌های پرنسس دیزنی مانند آریل، آورورا، بل، جاسمین، سیندرلا، پوکاهانتس، راپانزل، تیانا و سفیدبرفی الهام گرفته شده‌است و به‌طور انحصاری در فروشگاه‌های عروس کلاین‌فلد در نیویورک و تورنتو به عنوان مجموعهٔ پلاتین عروسی افسانه‌های دیزنی نمایش داده می‌شود. آلور برایدال از کل مجموعه در هفتهٔ مد لباس عروسی نیویورک در آوریل ۲۰۲۰ رونمایی کرد. مجموعه جدید عروسی با افتخار در ژوئن منتشر شد و در اخبار ای‌بی‌سی و صبح بخیر آمریکا در ژوئن اعلام شد. ۹ لباس از این مجموعه که در سایزهای مختلف از ۰ تا ۳۰ عرضه شده، از ۱۲۰۰ تا ۲۶۰۰ دلار قیمت دارند و هر کدام شامل ترکیبی مسحورکننده از جزئیات گلدوزی شده، اکسسوری‌های جداشدنی، کرپ نرم و برق‌های درخشان در سراسر ایالات متحده است و در ۸۱ سالن عروسی در سراسر ایالات متحده در دسترس خواهد قرار گرفت. در کانادا و پورتوریکو هفت مورد دیگر از ۳۵۰۰ تا ۹۵۰۰ دلار به فروش می‌رود و به‌طور خاص از آریل، آورورا، تیانا، بل، یاسمین و سفید برفی الهام گرفته شده‌اند که به‌طور انحصاری در کلاین‌فلد برایدال در نیویورک و تورنتو فروخته می‌شوند.

## مکان‌ها

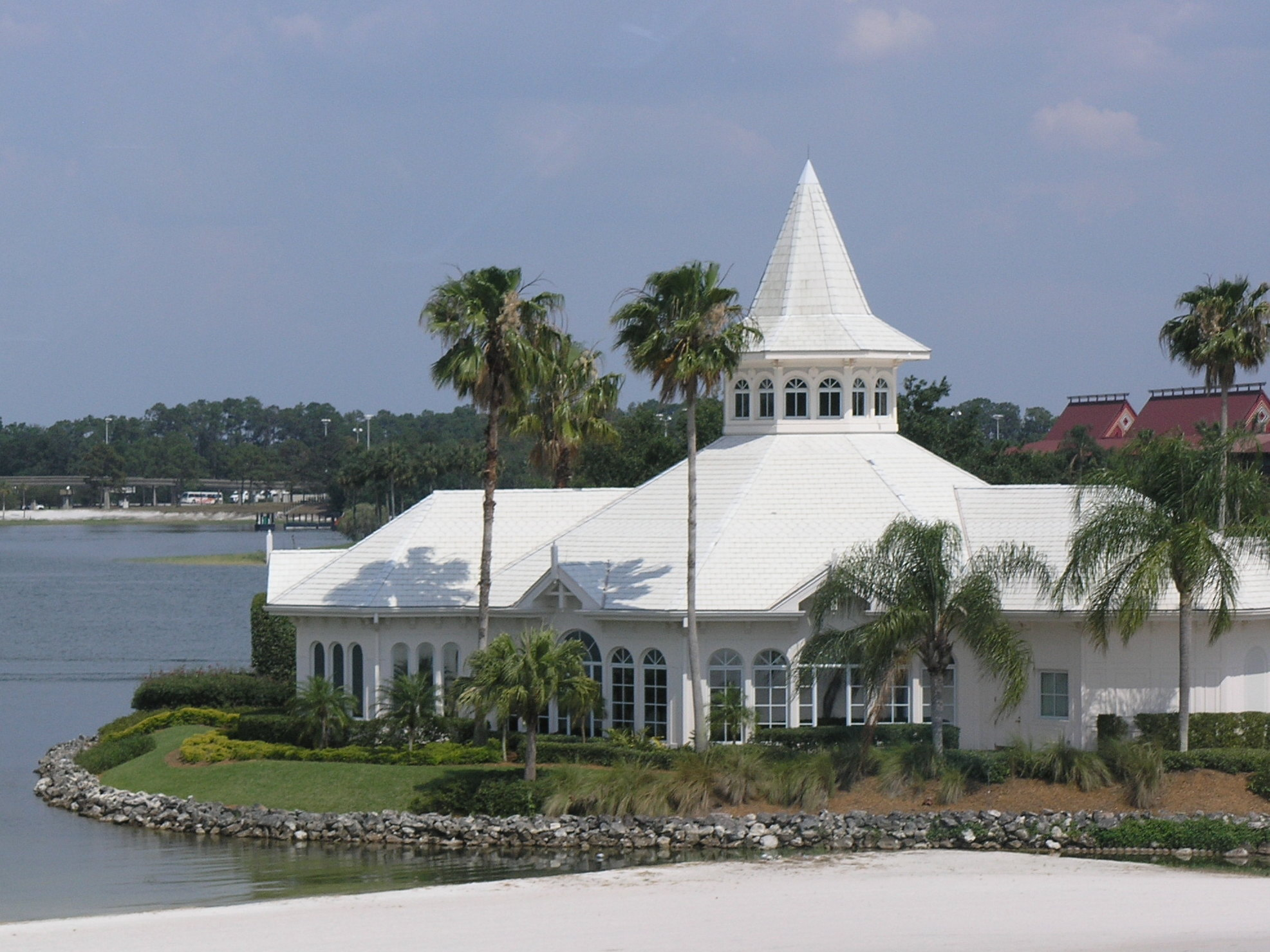
غرفه عروسی دیزنی در سال ۲۰۰۹

- دهلیز روی کشتی دیزنی دریم[۲۳]

### استراحتگاه جهانی والت دیزنی
- پادشاهی جادویی
  - ایستگاه قطار (۲۰۱۴-)[۷]
  - باغ پلازای شرقی (۲۰۱۶-)[۷]
- استراحتگاه و اسپا گرند فلوریدین
  - گازیبو[۷]
  - غرفه عروسی دیزنی[۴]
- استراحتگاه دهکده پلینزی
  - ساحل[۴]
  - لوئو پوینت[۲]
- اپکات[۷]
  - غرفه چین[۲۳]
  - نروژ لفت، روستای نروژی[۲]
- قلمرو جانوران دیزنی
  - درخت زندگی[۸]
  - خیابان حرامبه[۲]
- استراحتگاه و کمپ فورت وایلدرنس دیزنی[۸]
- استودیوی هالیوود دیزنی
  - تئاتر چینی[۸]

### غرفه عروسی
غرفه عروسی دیزنی یک کلیسای عروسی کوچک ویکتوریایی در جزیره‌ای خصوصی است که از طریق پل عابر پیاده در استراحتگاه و اسپا گرند فلوریدین قابل دسترسی است. این کلیسا دارای دو منظره از قلعه سیندرلا و ۲۵۰ صندلی است.
در سال ۱۹۹۵، غرفه عروسی افتتاح شد. اولین عروسی در غرفه در اولین قسمت از عروسی‌های یک زندگی با یک زوج از تنسی نمایش داده شد. این غرفه در اواخر سال ۲۰۱۶ تغییر شکل یافت.